# Hansfrieder Rost
Hansfrieder Rost (* 17. August 1909 in Hüningen; † nach 1974) war ein deutscher Ministerialbeamter.

## Leben
Hansfrieder Rost wurde als Sohn des badischen Oberkirchenrats Gustav Rost (1884–1968) und dessen Frau Frieda geb. Hochapfel geboren. Nach dem Abitur diente Rost zwischen 1928 und 1946 bei der Reichsmarine, der Kriegsmarine, wo er ab 1942 Korvettenkapitän war, und beim Deutschen Minenräumdienst. 1946 wurde er Schriftleiter beim Deutschen Pressedienst in Hamburg, 1947 wechselte er in das Zentralbüro des Hilfswerks der Evangelischen Kirchen in Deutschland.
Ab 1951 war er als Angestellter im Presse- und Informationsamt der Bundesregierung (BPA) tätig.  Es folgte 1957 eine Ernennung zum Ministerialrat und 1965 eine Ernennung zum Ministerialdirigenten als Leiter der Abteilung „Nachrichtenwesen“. 1974 trat er in den Ruhestand.
1937 heiratete er Ursula Freiin von Meerscheidt Hüllessem, mit der er einen Sohn und eine Tochter hatte.

## Ehrungen
- 1969: Bundesverdienstkreuz I. Klasse
- 1974: Großes Verdienstkreuz der Bundesrepublik Deutschland